# Concha Robles
Concepción del Pilar Robles Pérez conocida como Concha Robles (Almería, 7 de octubre de 1887-ibídem, 1922) fue una actriz teatral española.

## Trayectoria
Nació el 7 de octubre de 1887 en la calle Real de la Almedina. Su padre era Juan Robles, tramoyista del teatro-circo Variedades y concertista de guitarra  y su madre, Pura Pérez, perteneciente a una familia burguesa vinculada a la abogacía. Cuando ella era niña, la familia se trasladó a Madrid. Entró a trabajar en las compañías teatrales de Rosario Pino, María Guerrero, Fernando Díaz de Mendoza, María Palou y Ernesto Vílches, consolidándose como primera actriz de reparto.
En 1916 se casó con Carlos Berdugo, comandante de Caballería de 45 años y 14 mayor que ella, viudo y padre de dos hijas. Por exigencia de su prometido anunció la retirada del mundo del teatro. Se trasladaron a vivir a Granada, pero pronto la convivencia fue insostenible.
Los cónyuges se separaron de mutuo acuerdo en diciembre de 1917, alegando incompatibilidad de caracteres. Asimismo, firmaron un contrato privado en virtud del cual Carlos Berdugo autorizaba a Concepción Robles a trabajar como actriz, aunque bajo condiciones: no podía ejercer en Madrid, al menos en un plazo determinado; y tenía que depositar en un banco la cuarta parte de sus ingresos, de los cuales no podría disponer hasta la muerte de su marido. Por su parte, el militar se comprometía a pasarle una cantidad de dinero mensual en concepto de pensión alimenticia. Sin embargo, él no aceptó ese compromiso. La persiguió por varias provincias para que no trabajara como actriz. esto hizo que  Robles demandara la anulación matrimonial a un juez que falló a favor de la actriz. Asimismo, también obtuvo un permiso legal para trabajar en Sevilla, Granada y Almería. Aunque el militar presentó varios recursos, fueron desestimados uno tras otro. Consiguió, sin embargo, impedir en ocasiones su trabajo, lo que hizo que recurriera al Sindicato de actores para pedir su amparo.
La noche del 21 de enero de 1922 su compañía, Tudela Monteagudo, representaba en el teatro Cervantes de Almería Santa Isabel de Ceres, una popular y polémica obra de Alfonso Vidal y Planas. Justo antes de que saliera a escena, Berdugo, que se había introducido en el teatro mediante un engaño, le disparó a bocajarro. Los disparos también alcanzaron a un joven de 16 años, Manuel Aguilar. Después Berdugo se disparó. Sin embargo, aunque perdió un ojo, sobrevivió a las heridas.
Hubo un Consejo de Guerra que tuvo lugar a finales de mayo de 1924. La fiscalía evaluó un delito de parricidio por el asesinato de Concepción Robles y otro de homicidio por la muerte de Manuel Aguilar. El asesino fue condenado a cuarenta años de prisión y una indemnización para la familia de la artista y otra para la del joven.
El asesinato de Concha Robles, con una amplia repercusión en la prensa de la época, provocó una reflexión acerca de la violencia como problema social. Generó propuestas que aspiraban a ponerle solución y que iban desde cambios legales hasta transformaciones fundamentales en valores como el honor, los celos o el amor. Entre las reflexiones destacó la del novelista Alberto Insúa.

## Cultura popular
- La Confluencia colectivo escénico, ha representado una obra creada a partir del relato del mismo nombre de Mar de los Ríos incluido en el libro Con el viento en los zapatos, publicado por la editorial La Voz de Almería, sobre la vida de Concha Robles.[7][8][9]